# Steven Raichlen
Steven Raichlen, né le 11 mars 1953, est un cuisinier, écrivain et animateur de télévision américain, spécialiste de la cuisine au barbecue. Il est l'auteur du best-seller La Bible du barbecue, vendu à quatre millions d'exemplaires et traduit en douze langues.
Entièrement bilingue, il anime des émissions télévisées tant québécoises qu'américaines. Il anime l'émission Le Maître du grill sur la chaîne de télévision québécoise gastronomique Zeste, et les émissions Primal Grill with Steven Raichlen et Barbecue University sur la chaîne de télévision publique américaine PBS. Depuis 2016, il anime également en compagnie du chef Martin Juneau l'émission la Tag BBQ sur les zones de Zeste télé.

## Sources
- Stéphanie Bois-Houde, « Steven Raichlen: l'homme de braise », Le Soleil,‎ 9 avril 2011 (lire en ligne)
- Anne Desjardins, « Un tour du monde en grillades », Le Soleil,‎ 19 juin 2009 (lire en ligne)